# Laura Huhtasaari
Laura Talvikki Huhtasaari (Vilppula, 30 de marzo de 1979) es una profesora y política finlandesa. Está afiliada al Partido de los Finlandeses, un partido conservador y nacionalista. Actualmente, se desempeña como miembro del Parlamento por la circunscripción de Satakunta; entre 2019 y 2023 fue parlamentaria europea.
Huhtasaari fue primera vicepresidente del Partido de los Finlandeses entre 2017 y 2019. Fue candidata presidencial en las elecciones de 2018.
Huhtasaari ha pronosticado la desintegración de la Unión Europea y el regreso de los estados nacionales europeos fuertes. Según Huhtasaari, el mercado interior de la Unión Europea no requiere una unión política. Apoya además el abandono del euro por parte de Finlandia.

## Resultados electorales

### Presidencia de Finlandia
| Año  |        | Partido    | Etapa   | Votos           | Porcentaje | Resultado | Ref. |
| ---- | ------ | ---------- | ------- | --------------- | ---------- | --------- | ---- |
| 2018 | PS     | 1.ª vuelta | 207,337 | \| \| 6,93 % \| | No electa  | [ 4 ]     |      |
|      | 6,93 % |            |         |                 |            |           |      |

### Parlamento Europeo
|  | 4,11 % |

|  | 12,87 % |

|  | 36,64 % |

|  | 13,83 % |